# Ecologia
L'ecologia, com a disciplina científica abasta àrees com l'estudi de: processos globals (dalt), hàbitats marins i terrestres (centre) i interaccions interespecífiques (depredació i pol·linització) (baix). És la part de la biologia que estudia les interaccions dels éssers vius entre ells i amb llur medi; és la biologia dels ecosistemes. També es pot definir com l'estudi científic de les distribucions, l'abundància i les relacions dels organismes i les seves interaccions amb el medi ambient. El 1866 Ernst Häckel va introduir el concepte d'ecologia, terme compost de les paraules gregues οικος (oikos: casa, habitatge, llar) i λόγος (logos: coneixement, ciència, raó). En un principi, Häckel entenia per ecologia la ciència que estudia les relacions dels éssers vius amb el seu medi ambient, però més tard va ampliar aquesta definició a l'estudi de les característiques del medi, que també inclou el transport de matèria i energia i la seva transformació en les comunitats biològiques.
Entren dins el camp de l'ecologia l'estudi de les poblacions de plantes i animals, de les comunitats de plantes i animals i dels ecosistemes. Un ecosistema representa la xarxa de relacions entre els organismes a diferents nivells d'organització i els diferents serveis que es realitzen. Els ecòlegs s'interessen per qualsevol forma de biodiversitat, des del paper dels bacteris en el reciclatge dels nutrients als efectes de la selva tropical en la dinàmica de l'atmosfera terrestre. La disciplina de l'ecologia va emergir de les ciències naturals durant el segle xix. L'ecologia no és sinònim de medi ambient o d'ecologisme, i també es diferencia de les ciències ambientals. L'ecologia també està estretament relacionada amb disciplines com la fisiologia, l'evolució, la genètica i l'etologia.
Hi ha moltes aplicacions pràctiques de l'ecologia dins el camp de la biologia de la conservació, el control dels aiguamolls, la gestió dels recursos naturals (agricultura, silvicultura, pesca), la planificació de ciutats sostenibles (ecologia urbana), la salut pública, l'economia, i en general, les ciències bàsiques i aplicades; proporciona un marc conceptual per a la comprensió i la investigació de la interacció social humana (ecologia humana).

## Objecte d'estudi de l'ecologia

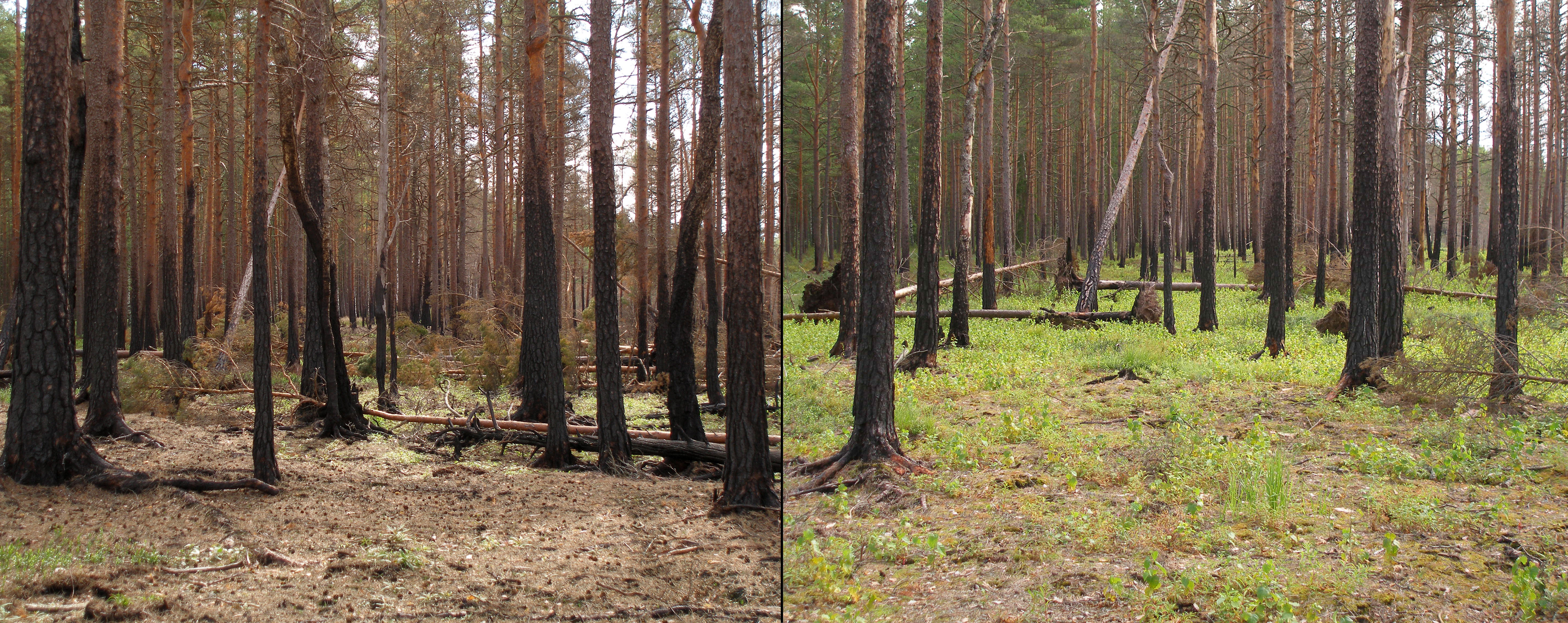
Exemple d'un procés de successió ecològica després d'un incendi en un bosc boreal.

L'ecologia estudia els éssers vius, el seu medi i les relacions que estableixen entre ells; això representa: les proteïnes i àcids nucleics (bioquímica i biologia molecular), les cèl·lules (biologia cel·lular), els teixits (histologia), els individus (botànica, zoologia, fisiologia, bacteriologia, virologia, micologia i altres) i, en el nivell més global, les poblacions, comunitats, ecosistemes i la biosfera en general. Aquests darrers, però, són els subjectes d'estudi propis de l'ecologia. L'ecologia és una ciència multidisciplinària. A causa del seu enfocament en els nivells més alts de l'organització de la vida a la terra i en interrelacions entre els organismes i el seu ambient, l'ecologia utilitza moltes altres branques de ciència com la geologia i geografia, la meteorologia, la pedologia, la química i la física. Així, es diu que l'ecologia és una ciència holística. Un concepte important en ecologia és el d'ecosistema, el conjunt d'éssers vius (comunitat ecològica o biocenosi), el medi físic on viuen (biòtop) i les relacions que s'estableixen entre ells.
Igual que moltes branques de les ciències naturals, es pot trobar una millor comprensió conceptual de l'ecologia en els detalls més ampli d'estudi, detalls que comprenen:
- La durada dels processos que expliquen les adaptacions.
- La distribució i abundància dels organismes.
- El moviment de materials i energia a través de les comunitats que viuen.
- Els processos de successió vegetal dels ecosistemes.
- L'abundància i distribució de la biodiversitat en el context del medi ambient.

L'ecologia estudia també com les propietats dels éssers vius són afectades per la interacció amb el seu ambient. Aquest ambient inclou les propietats físiques que poden ser descrites com la suma de factors abiòtics locals, com el clima i la geologia, i els altres organismes que comparteixen aquest hàbitat (factors biòtics). La visió integradora de l'ecologia planteja l'estudi científic dels processos que influencien la distribució i abundància dels organismes, les interaccions entre els organismes, així com les interaccions entre els organismes i la transformació dels fluxos d'energia i matèria. Els treballs d'investigació en aquesta disciplina es diferencien respecte de la majoria dels treballs d'altres branques de la biologia per un ús més important d'eines matemàtiques, com l'estadística i determinats models matemàtics.

## Temps, complexitat i biodiversitat

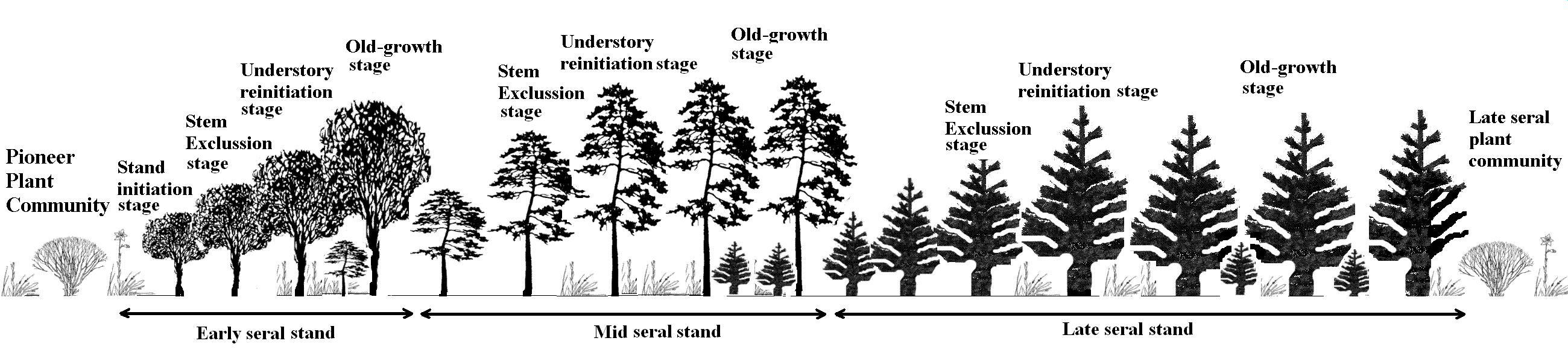
Els ecosistemes es regeneren després d'una pertorbació com el foc, formant mosaics de diferents grups estructurats temporalment. A la foto es mostren diferents etapes en un ecosistema forestal a partir de colonitzacions pioneres que condueixen a un bosc madur.

L'escala i la dinàmica tant del temps com de l'espai s'han de considerar acuradament alhora de descriure els fenòmens ecològics. Pel que fa al temps, la maduració dels processos ecològics pot trigar milers d'anys. Per exemple, la vida útil d'un arbre pot passar per diferents etapes de successió que conduirà finalment al desenvolupament de boscos madurs. El procés ecològic s'estén encara més lluny en el temps si considerem que els arbres cauen, es van desintegrant i proporcionen un hàbitat adequat per a moltes espècies.
Amb relació a l'espai, l'àrea d'un ecosistema pot variar molt. Per exemple, un sol arbre és menys rellevant si considerem un ecosistema forestal, però té importància per als organismes més petits. Diverses generacions d'una població de pugons, per exemple, podrien existir en una sola fulla. Dins de cada un dels àfids hi viuen diverses comunitats de bacteris. El creixement d'arbres, al seu torn, tenen relació amb les variables locals, com ara el tipus de sòl, el contingut d'humitat, el pendent del terreny, i el tancament que produeix el dosser del bosc. També s'han de considerar els factors globals més complexos, com el clima, necessaris per a la comprensió dels processos que condueixen a conformar un paisatge forestal d'unes determinades característiques.
Els patrons mundials de diversitat biològica són complexos. Aquesta biocomplexitat condiciona la interacció que esdevé en els processos ecològics. La complexitat ecològica és, almenys, de sis tipus diferents, amb relació a: espai, temps, estructura, procés, comportament i geometria.":3 Hi ha diferents opinions sobre el que constitueix la complexitat. Una perspectiva és que la complexitat en les ciències de la vida pot ser entesa com a sistemes emergents autoorganitzats amb múltiples resultats possibles i que és dirigida per accidents produïts a l'atzar al llarg de la història. Els patrons de petita escala no necessàriament expliquen els fenòmens a gran escala, afirmació que estaria d'acord amb l'expressió «la suma és major que les parts". Els especialistes han identificat propietats emergents i que serien fenòmens d'autoorganització que actuen amb diferents graus d'influència sobre el medi ambient, que van des del nivell molecular al planetari, i que requereixen diferents explicacions científiques. Els estudis ecològics a llarg termini proporcionen proves importants que permeten comprendre millor la complexitat dels ecosistemes de períodes temporals llargs i amb grans escales espacials. L'International Long Term Ecological Network (Organisme Internacional de la Xarxa Ecològica) gestiona i intercanvia informació científica, a llarg termini, entre centres de recerca. L'experiment més destacat és el Park Grass Experiment (Hertfordshire, Anglaterra), una recerca que es va iniciar l'any 1856. Un altre exemple és l'estudi de Hubbard Brook, a les White Mountains, a Nou Hampshire, en funcionament des de 1960.
Per estructurar l'estudi de l'ecologia en un marc clar, s'organitza el món biològic en un entramat jeràrquic que va des del nivell genètic (gens), a les cèl·lules, els teixits, els òrgans, els organismes, les espècies i així fins al nivell de la biosfera. Els ecosistemes són el centre de les investigacions al voltant fonamentalment dels tres nivells bàsics, que són els organismes, les poblacions i les comunitats. Els ecòlegs estudien els ecosistemes a partir d'una mostra d'individus que són representatius d'una població. Els ecosistemes estan formats per comunitats que interaccionen entre si i amb el medi ambient. En ecologia, les comunitats es creen per la interacció de poblacions de diferents espècies que convieuen en una àrea.
La biodiversitat, un terme que és una abreviatura de diversitat biològica, descriu totes les varietats de la vida, des dels gens als ecosistemes i abasta tots els nivells d'organització biològica. Hi ha molts tipus d'índex, de mesures que representen la biodiversitat. La biodiversitat inclou la diversitat d'espècies, d'ecosistemes, la diversitat genètica i la complexitat de processos que operen en i entre aquests nivells respectius. La diversitat biològica té un paper important en la salut ecològica tant com ho és per a la salut humana. Prevenir o donar prioritat a les espècies en perill d'extinció és una forma de preservar la biodiversitat; les prioritats de conservació i tècniques de gestió requereixen diferents enfocaments per fer front a cada situació. L'estudi de les poblacions i la migració d'espècies, per exemple, són indicadors més sensibles de l'estat dels ecosistemes que són el capital natural, base del benestar de la humanitat.

## Nínxol ecològic i l'hàbitat

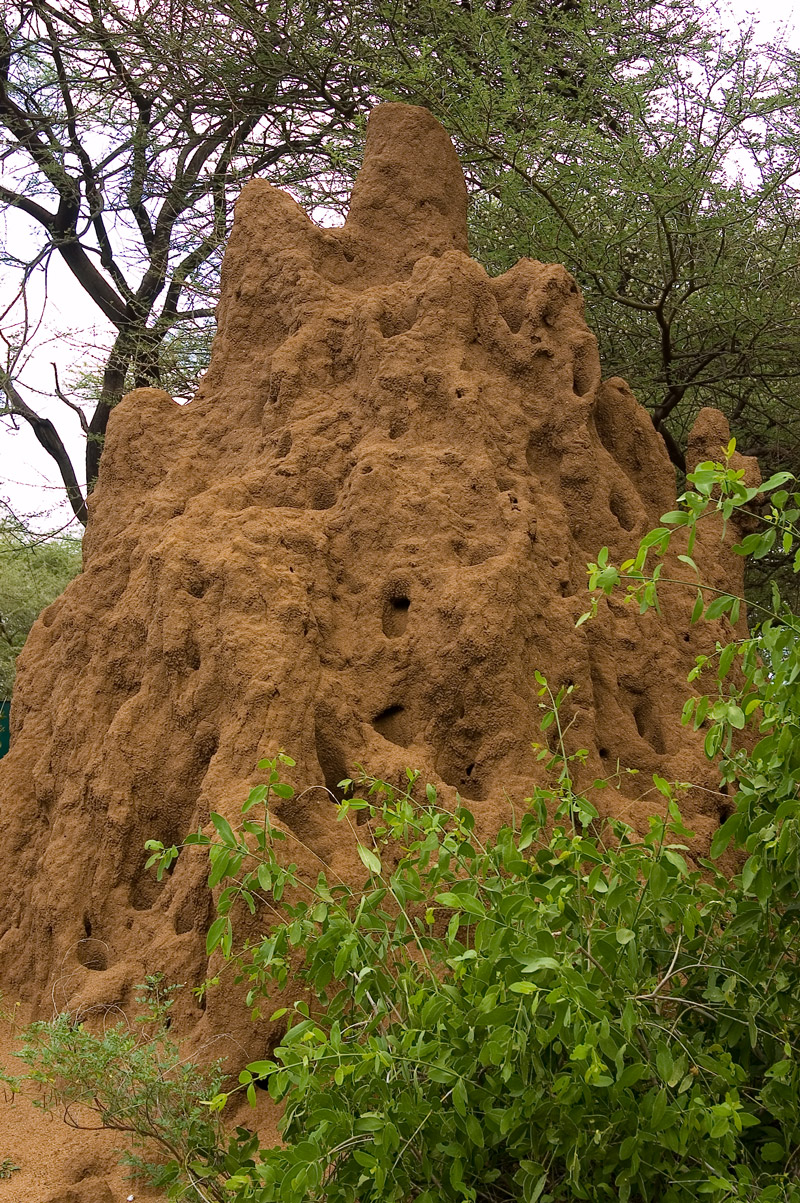
Termiters que presenten xemeneies de diverses altures per poder regular l'intercanvi de gasos, temperatura i altres paràmetres ambientals que es necessiten per mantenir la fisiologia interna de tota la colònia.

Hi ha moltes definicions de nínxol ecològic, definicions que es remunten ja al 1917, però el 1957, George Evelyn Hutchinson va introduir la definició que actualment és més acceptada: El nínxol és el conjunt de condicions biòtiques i abiòtiques en les quals una espècie és capaç de subsistir i mantenir les mides d'una població estable.:519 El nínxol ecològic és un concepte central en l'ecologia dels organismes.
L'hàbitat d'una espècie és un concepte relacionat amb el de nínxol, i descriu el medi ambient sobre el qual es coneix la presència d'una espècie i el tipus de comunitat que es forma a conseqüència d'això. Més concretament, els hàbitats poden ser definits com a regions del medi ambient que es componen de múltiples dimensions, cadascuna representant una variable de l'entorn biòtic o abiòtic, és a dir, qualsevol component o característica del medi ambient relacionada directament –com, per exemple, la biomassa o la qualitat del farratge– o indirectament – com, per exemple, altitud–, per a la localització d'un animal.:745 Per exemple, l'hàbitat pot referir-se a un medi aquàtic o terrestre que alhora pot classificar-se com un ecosistema de muntanya o alpí.
Els patrons biogeogràfics i els tipus de distribucions s'expliquen o es poden preveure a través del coneixement i la comprensió de les característiques d'una espècie i les necessitats del lloc. Les espècies tenen característiques funcionals que són adaptades al nínxol ecològic. Un tret és una propietat mesurable d'un organisme que influeix en el seu rendiment. Les característiques de cada espècie s'adapten específicament al seu nínxol ecològic. Això significa que les espècies residents es troben en un avantatge i tenen la possibilitat d'excloure de manera competitiva a altres espècies adaptades de manera similar amb un interval de superposició geogràfica. Això es coneix com el principi d'exclusió competitiva.

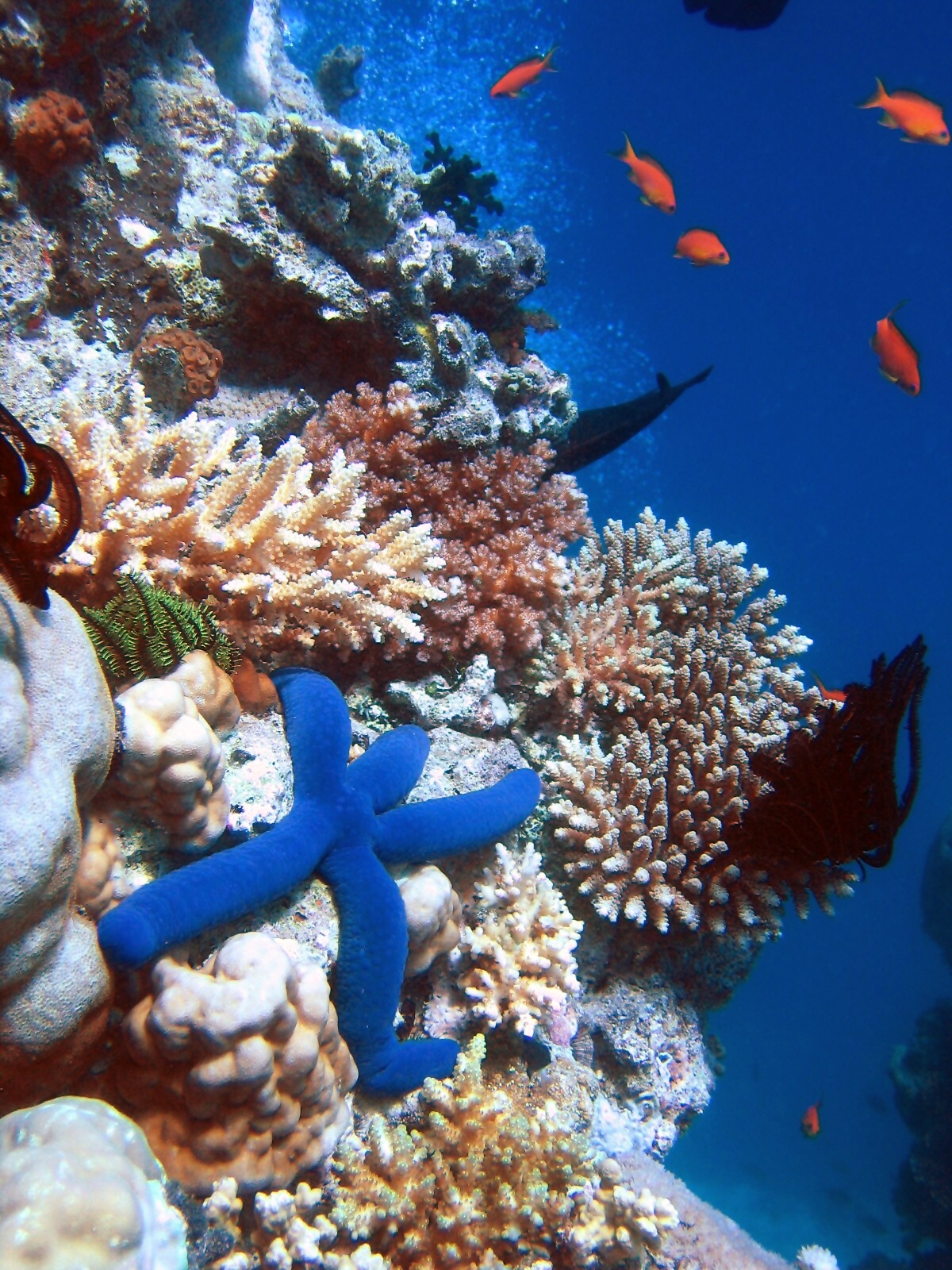
La biodiversitat d'un escull de corall. Els coralls s'adapten i modifiquen el seu entorn mitjançant la formació d'esquelets de carbonat de calci que proporcionen les condicions de creixement per a futures generacions i un tipus d'hàbitat per a moltes altres espècies.

Els organismes estan subjectes a les pressions ambientals, però també són modificadors dels seus hàbitats. Els comentaris de reglamentació entre els organismes i el seu medi ambient pot modificar les condicions del lloc (per exemple, un estany) a escala mundial (hipòtesi Gaia), al llarg del temps i fins i tot després de la mort, com és el cas de troncs en descomposició o dipòsits d'esquelets de sílice d'organismes marins. El procés i el concepte d'enginyeria dels ecosistemes també ha estat denominat "construcció de nínxols". Els enginyers de l'ecosistema es defineixen com: "... els organismes que directament o indirectament modulen la disponibilitat de recursos per a altres espècies, provocant canvis en l'estat físic en materials biòtics o abiòtics. En fer-ho, modifiquen, mantenen i creen hàbitats.":373
El concepte d'enginyeria d'ecosistemes ha fet replantejar el pes que tenen els organismes dins els ecosistemes i en el mateix procés evolutiu. La construcció de nínxols termes utilitzats amb més freqüència en referència al mecanisme de retroalimentació en virtut apreciada de la selecció natural impartint forces en el nínxol abiòtic. Un exemple de selecció natural a través d'enginyeria d'ecosistemes es produeix en els nius dels insectes socials, com les formigues, abelles, vespes i tèrmits. Hi ha una homeòstasi emergent en l'estructura del niu que regula, manté i defensa la fisiologia de tota la colònia. monticles de tèrmits, per exemple, mantenir una temperatura interna constant a través del disseny de les xemeneies d'aire condicionat. L'estructura dels nius per si subjectes a les forces de la selecció natural. D'altra banda, el niu pot sobreviure en generacions successives, el que significa que els ancestres donen com herència als descendents tant material genètic com un nínxol llegat que es va construir abans. Les diatomees en la Badia de Fundy, Canadà, constitueix un altre exemple d'un enginyer dels ecosistemes. diatomees bentòniques que viuen en els sediments de l'estuari secreten exsudats hidrats de carboni que s'uneixen a la sorra i s'estabilitza en el medi ambient. Les diatomees provocar un canvi d'estat físic en les propietats de la sorra que permet que altres organismes per colonitzar la zona. El concepte d'enginyeria dels ecosistemes porta noves implicacions conceptuals de la disciplina de la biologia de la conservació.

## Poblacions
La població és la unitat d'anàlisi en ecologia de poblacions. Una població composta d'individus de la mateixa espècie que viuen, interaccionen i migren a través d'aquest nínxol i l'hàbitat. Una llei fonamental de l'ecologia de poblacions és el model de creixement maltusià.
Aquesta premissa malthusiana proporciona la base per a la formulació de teories i anàlisi predictiva que segueixen models simplificats de la població general, comencen amb quatre variables, inclosa la mort, el naixement, la immigració i l'emigració. Els models matemàtics s'utilitzen per calcular els canvis en la demografia de la població que utilitza un model nul. Un model nul s'utilitza com a hipòtesi nul·la per a les proves estadístiques. La hipòtesi nul·la estableix que els processos aleatoris són els responsables de crear els patrons observats. Per altra banda els patrons difereixen significativament del model aleatori i requereixen una explicació més detallada. Els models poden ser matemàticament complexos perquè en ells competeixen diverses hipòtesis que "... són confrontades a les dades al mateix temps ." Un exemple d'un model de població introductori descriu una població tancada, com seria en una illa, on la immigració i l'emigració no es produeix. En aquests models "illa" les taxes de canvi per capita es descriuen com:
{\displaystyle dN/dT=B-D=bN-dN=(b-d)N=rN},
on N és el nombre total d'individus de la població, B és el nombre de naixements, D és el nombre de morts, b i d són les taxes per capita de naixement i mort, respectivament, i r és la taxa de canvi en la població, per capita. Aquesta fórmula pot ser llegida com la taxa de canvi en la població (dN / dt) és igual als naixements menys morts (B - D).
Amb l'ús d'aquests models, el principi de Malthus de creixement de la població es va transformar després en un model conegut com l'equació logística:
{\displaystyle dN/dT=aN(1-N/K)},
on N és el nombre d'individus mesurats com la densitat de la biomassa, un tipus és el màxim per capita de canvi, i K és la capacitat de càrrega de la població. La fórmula es pot llegir de la manera següent: la taxa de canvi en la població (dN / dt) és igual al creixement (aN) que està limitada per la capacitat de càrrega (1 - N / K). La disciplina de l'ecologia de la població es basa en aquests models d'introducció per comprendre millor els processos demogràfics en les poblacions d'estudi real i realitzar proves estadístiques. El camp de l'ecologia de la població utilitza sovint les dades sobre la història de la vida i àlgebra de matrius per desenvolupar matrius de projecció en la fecunditat i la supervivència. Aquesta informació s'utilitza per gestionar les poblacions de vida silvestre i l'establiment de quotes de la collita.

## Ecosistemes
El concepte d'ecosistema va ser introduït per primera vegada el 1935 per descriure els hàbitats dins biomes que formen un tot integrat i un sistema de resposta dinàmica amb els complexos físics i biològics. Dins d'un ecosistema hi ha llaços inseparables que els organismes relació
 als components físics i biològics del seu medi ambient a què estan adaptades. Els ecosistemes són sistemes adaptatius complexos on la interacció dels processos vitals formar patrons d'autoorganització en diferents escales de temps i l'espai. Aquesta secció presenta les àrees clau de l'ecologia d'ecosistemes que s'utilitzen per investigar, comprendre i explicar els patrons de la biodiversitat i observat funció
 dels ecosistemes en diferents escales d'organització.

### Comunitats
L'ecologia de comunitats és una subdisciplina de l'ecologia que estudia la distribució, abundància, demografia, i les interaccions entre les poblacions coexistents. Un exemple d'un estudi en ecologia de comunitats pot mesurar la producció primària en un aiguamoll amb relació a la descomposició i les taxes de consum. Això requereix una comprensió de les connexions entre les plantes de la comunitat (és a dir, els productors primaris) i els descomponedors (per exemple, els fongs i bacteris) o l'anàlisi de la dinàmica depredador-presa que afecten la biomassa d'amfibis. Les xarxes alimentàries i nivells tròfics són dos molt utilitzat models conceptuals per explicar els vincles entre les espècies.

### Xarxes tròfiques
Una xarxa tròfica o cadena alimentària és la xarxa ecològica arquetípica. Són un tipus de mapa conceptual que il·lustren les rutes dels fluxos d'energia en una comunitat ecològica, en general a partir de l'energia solar s'utilitza per les plantes durant la fotosíntesi. Com les plantes creixen, s'acumulen hidrats de carboni i són menjades per herbívors. Pas a pas o les línies es dibuixen les relacions fins que un teixit de la vida apareix il·lustrat.

Interaccions tròfiques i energètiques entre els les comunitats que habiten un biòtop amb reservori d'aigua dolça (xarxa tròfica).

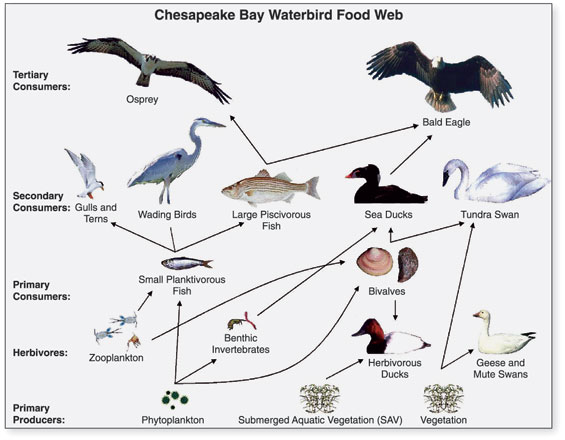
Imatge divulgadora mostrant la xarxa alimentària de les aus presents en l'aiguamoll de la Badia de Chesapeake

Hi ha diferents dimensions ecològiques que es poden assignar per crear xarxes d'alimentació més complicades, com ara: composició de les espècies (tipus d'espècies), la riquesa (nombre d'espècies), la biomassa (pes sec de plantes i animals), la productivitat (les taxes de conversió d'energia i nutrients en el creixement), i l'estabilitat (xarxes alimentàries en el temps). Un diagrama de xarxa d'aliments que il·lustra la composició d'espècies mostra com el canvi en una sola espècie pot directament i indirectament influeixen en molts altres. Microcosmos estudis s'utilitzen per simplificar la investigació de la cadena alimentària en unitats semiaïllades, com ara petits brolladors, la decadència dels registres, i els experiments de laboratori amb organismes que es reprodueixen ràpidament, com l'alimentació Daphnia d'algues cultivades en ambients controlats en els flascons d'aigua.
Principis obtinguys d'estudis alimentaris microcosmos web es fan servir per extrapolar més petits conceptes dinàmics per a sistemes més grans. Les xarxes alimentàries són limitades, ja perquè es circumscriuen a un hàbitat específic, com una cova o un estany. La il·lustració xarxa alimentària (a la dreta) només mostra una petita part de la complexitat de connectar el sistema aquàtic de la terra terrestres adjacents. Moltes d'aquestes espècies migren cap a altres hàbitats per distribuir els seus efectes a una escala major. En altres paraules, les xarxes alimentàries són incomplets, però de totes maneres un valuós instrument per comprendre els ecosistemes de la comunitat.
La longitud de la cadena alimentària és una altra forma de descriure les xarxes alimentàries com una mesura del nombre d'espècies trobades com l'energia o nutrients es mouen des de les plantes als principals depredadors.:269 Hi ha diferents maneres de calcular la longitud de la cadena alimentària en funció de quins paràmetres de dinàmica de la cadena tròfica s'estan considerant: connectance, l'energia, o la interacció. En un exemple senzill depredador-presa, un cérvol és un pas allunyat de les plantes que menja (longitud de la cadena = 1) i un llop que es menja el cérvol és a poca distància a peu eliminats (longitud de la cadena = 2). La quantitat relativa o la força d'influència que aquests paràmetres tenen en la direcció de la cadena alimentària preguntes sobre:
- La identitat o l'existència d'unes poques espècies dominants (anomenat interactors forts o clau d'espècies).
- El nombre total d'espècies i la longitud de la cadena alimentària (inclosos molts interactors feble).
- Com l'estructura de la comunitat, funció i estabilitat està determinada.[71]

### Dinàmica tròfica
L'arrel grega de la paraula trophées, τροφή, "aliment o l'alimentació". Enllaços en els aliments-principalment teles connectar l'alimentació o les relacions entre les espècies trofisme. La biodiversitat en els ecosistemes es poden organitzar en una dimensió vertical i horitzontal. La dimensió vertical representa l'alimentació de les relacions que es tornen més allunyat de la base de la cadena alimentària fins cap als principals depredadors. La dimensió horitzontal representa l'abundància o la biomassa en cada nivell. Quan la relativa abundància o la biomassa de cada grup d'alimentació funcional s'apilen en els seus respectius nivells tròfics, naturalment espècie en una "piràmide de nombres". Els grups funcionals són classificar com autòtrofs (o productors primaris), heteròtrofs (o consumidors), i detrivores (o descomposició). Heteròtrofs poden ser subdividides en diferents grups funcionals, com ara: els consumidors primaris (herbívors estrictes), consumidors secundaris (els depredadors que s'alimenten exclusivament dels consumidors herbívors) i terciari (depredadors que s'alimenten d'una barreja dels herbívors i depredadors). Els omnívors no encaixen perfectament en una categoria funcional perquè s'alimenten de vegetals i teixits animals. S'ha suggerit, però, que els omnívors tenen una influència més gran nombre de funcions com depredadors, perquè en relació amb els herbívors són relativament ineficients a la pastura.
Ecologista recopilar dades sobre els nivells tròfics i les xarxes de model estadístic per calcular matemàticament i paràmetres, com els utilitzats en altres tipus d'anàlisi de xarxes (per exemple, la teoria de grafs), per estudiar els patrons emergents i propietats compartides entre els ecosistemes. El règim emergent piramidal de nivells tròfics amb quantitats de transferència d'energia disminueix a mesura que les espècies encara més de la font de producció és un de diversos patrons que es repeteix entre els ecosistemes planetes. La mida de cada nivell en la piràmide representa en general la biomassa, que pot ser mesura com el pes sec d'un organisme. Pot tenir la major proporció mundial de la biomassa, però estan estretament rivalitzava o superat pels microbis.
La descomposició de la matèria orgànica morta, com fulles que cauen sobre el terra del bosc, es converteix en sòls que la producció de planta d'aliments. La suma total dels ecosistemes del sòl del planeta es diu la pedosfera on una proporció molt gran de tipus biodiversitat de la Terra en altres nivells tròfics. Invertebrats que deixa als pinsos i destruir més gran, per exemple, crear petites omissions dels organismes més petits en la cadena d'alimentació. Col·lectivament, aquests són els detrivores que regulen la formació del sòl. Les arrels de l'arbre, els fongs, bacteris, cucs, formigues, escarabats, centpeus, aranyes, mamífers, aus, rèptils, amfibis i altres animals menys coneguts tots els treballs per crear la xarxa tròfica de la vida en els ecosistemes del sòl. Com organismes s'alimenten i migren a través de sòls de desplaçar físicament els materials, que és un procés ecològic important bioturbació anomenat. La biomassa dels microorganismes del sòl estan influenciades per i retroalimentació en la dinàmica tròfica de l'ecologia superfície exposada solar. estudis paleoecològics dels sòls situa l'origen de bioturbació a un temps abans del període Cambrià. Altres esdeveniments, com ara l'evolució dels arbres i els amfibis en moviment en terra en el període Devonià tingut un paper important en el desenvolupament dels sòls i trofisme ecològic.
Grups tròfics funcionals ordenar jeràrquicament piramidal en els nivells tròfics, ja que requereix adaptacions especialitzades per esdevenir un depredador o un fotosintetitzador, organismes tan pocs tenen les adaptacions necessàries per combinar les dues habilitats. Això explica per què adaptacions funcionals al trofisme (alimentació) organitza diferents espècies emergents en grups funcionals. Els nivells tròfics són part integral dels sistemes o complexos vista
 dels ecosistemes. Cada nivell tròfic conté espècies no relacionades, que agrupen pel fet que comparteixen les funcions ecològiques. Agrupació d'espècies funcionalment similar a un sistema tròfic dona una imatge macroscòpica del disseny més gran, funcional.
Els vincles en una xarxa alimentària directa il·lustren les relacions tròfiques entre les espècies, però també hi ha efectes indirectes que poden alterar l'abundància, distribució o la biomassa en els nivells tròfics. Per exemple, depredadors que s'alimenten els herbívors influeixen indirectament en el control i la regulació de la producció primària a les plantes. Encara que els depredadors no es mengen les plantes directament, regulen la població d'herbívors que estan directament relacionades amb trofisme de la planta. L'efecte net de les relacions directes i indirectes es diu cascades tròfiques. cascades tròfiques estan separats en cascada a nivell d'espècies, on es veu afectada només un subconjunt de la dinàmica de la xarxa alimentària per un canvi en la població, i cascades en l'àmbit comunitari, on un canvi en el nombre de la població té un efecte dramàtic en tot el menjar- web, com ara la distribució de la biomassa vegetal.

## Història
El terme Ökologie va ser introduït el 1869 pel científic prussià Ernst Haeckel en el seu treball Morfologia general de l'organisme. Està compost per les paraules gregues Oikos (casa, habitatge, llar) i logos (estudi o tractat), per això ecologia es pot traduir per "l'estudi de les llars". En un principi, Haeckel entenia per ecologia a la ciència que estudia les relacions dels éssers vius amb el seu ambient, però més tard va ampliar aquesta definició a l'estudi de les característiques del medi, que també inclou el transport de matèria i energia i la seva transformació per les comunitats biològiques.
A diferència de moltes de les disciplines científiques, l'ecologia té un complex i l'origen de liquidació, a causa en gran part al seu caràcter interdisciplinari. Diversos llibres publicats proporcionen una cobertura extensa dels clàssics. A principis del segle xx, l'ecologia era una forma analítica de la història natural. El caràcter descriptiu de la història natural inclou un examen de la interacció dels organismes amb ambdós seu
 entorn i la seva comunitat. Aquests exàmens, realitzats per importants historiadors naturals, entre ells James Hutton i Jean-Baptiste Lamarck, va contribuir al desenvolupament de l'ecologia. El terme "ecologia" (en alemany: oekologie) és un desenvolupament científic més recent i va ser encunyat per primera vegada per l'alemany biòleg Ernst Haeckel en el seu llibre Generelle Morphologie der Organismen (1866).
Les opinions difereixen sobre qui va ser el fundador de la teoria ecològica moderna. Per alguns la definició inicial és de Haeckel. Altres diuen que va ser Eugen Warming amb el llibre Plantesamfund (Ecologia de les plantes: Una introducció a l'estudi de les comunitats vegetals), el 1895. Ecologia també es pot pensar que han començat amb Carl von Linné que portà a terme investigacions sobre l'economia de la natura que va madurar al segle xviii. Ell va fundar una branca precoç d'estudi ecològic que ell anomenava l'economia de la natura. Les obres de Linné influència de Darwin a L'origen de les espècies on va adoptar l'ús de la frase de Linné en l'economia o l'economia de la natura. Linné va ser el primer a tractar de definir l'equilibri de la natura, que prèviament havia estat detingut com a suposat lloc de formular com una hipòtesi comprovable. Haeckel, que admirava l'obra de Darwin, que es defineix l'ecologia en referència a l'economia de la naturalesa que ha portat a alguns a qüestionar si l'ecologia és sinònim de Linné "conceptes de l'economia de la natura. El biogeograf Alexander von Humboldt va ser també fonamental i va ser un dels primers a reconèixer gradients ecològics i va al·ludir a la llei moderna ecològica de les espècies a les relacions d'àrea.
L'actual ecologia és una ciència jove, que primer va atreure l'atenció formal substancial a finals del segle xix (aproximadament al mateix temps que els estudis evolutius) i va ser encara més popular durant la dècada del 1960 amb el creixement del moviment ambiental. No obstant això, moltes observacions, les interpretacions i els descobriments relatius a l'ecologia es remunten a molt abans en els estudis d'història natural. Per exemple, el concepte en l'equilibri o la regulació de la natura es remunta a Heròdot (va morir c. 425 aC), que va descriure un compte a principis del mutualisme al llarg del riu Nil, on els cocodrils obren la boca per permetre l'accés beneficiós del sandpiper que s'alimentava de les sangoneres. En les contribucions més ampli per al desenvolupament històric de les ciències ecològiques, Aristòtil és considerat un dels primers naturalistes que tenia un paper influent en el desenvolupament filosòfic de les ciències ecològiques. Un dels estudiants d'Aristòtil, Teofrast, van fer astutes observacions ecològiques sobre les plantes i postulava una postura filosòfica sobre les relacions autònomes entre les plantes i el seu medi ambient que està més en consonància amb el pensament ecològic modern. Tant Aristòtil i Teofrast va fer extenses observacions sobre les plantes i les migracions d'animals, la biogeografia, la fisiologia, i els seus hàbits en el que podria ser considerat un anàleg del nínxol ecològic modern.

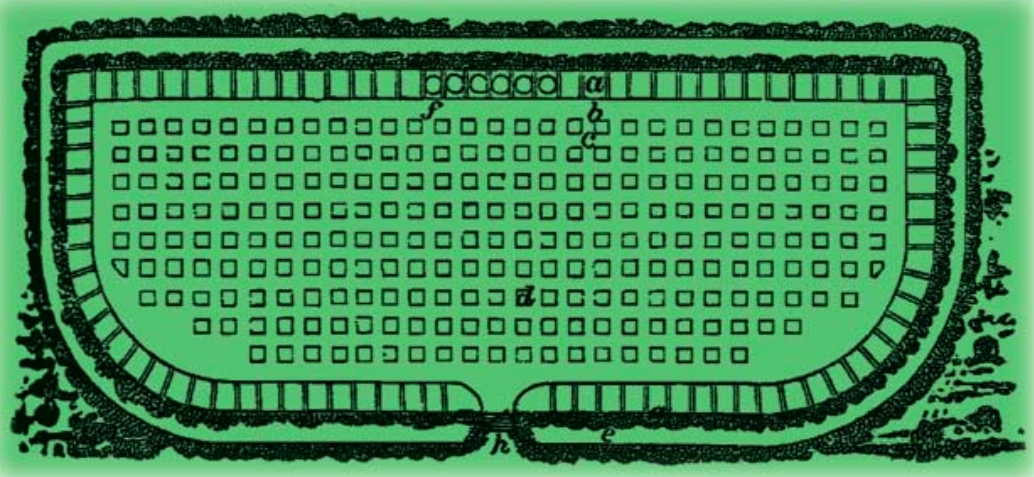
El disseny del primer l'experiment ecològic, assenyalat per Charles Darwin a L'origen de les espècies, es va estudiar en un jardí de gespa a Woburn Abbey el 1817. L'experiment estudia el desenvolupament de diferents mescles d'espècies plantades en diferents tipus de sòls.

D'Aristòtil a Darwin el món natural va ser considerada predominantment estàtiques i sense canvis des de la seva creació original. Abans de L'Origen de les Espècies hi va haver poc estima o la comprensió de les relacions dinàmiques i recíproques entre els organismes, les seves adaptacions i les seves modificacions per al medi ambient. Mentre que Charles Darwin és més notable pel seu tractat sobre l'evolució, és també un dels fundadors de l'ecologia del sòl. A L'origen de les Espècies, Darwin també va anotar el primer experiment ecològic que es va publicar el 1816. En la ciència condueix a la idea de Darwin de l'evolució de les espècies va anar guanyant suport popular. Aquest paradigma científic canviat la manera com els investigadors es va acostar a les ciències ecològiques.

### Alseglexx
El primer llibre que es va publicar sobre ecologia d'Amèrica va ser el de Frederic Clements, el 1905. En el seu llibre, Clements transmetre la idea de comunitats de plantes com un superorganisme. Aquesta publicació va obrir un debat entre l'holisme ecològic i l'individualisme que es va perllongar fins a la dècada del 1970. El concepte de superorganisme Clements proposa que els ecosistemes de progrés a través d'etapes regulars i decidida de desenvolupament serial que són anàlogues a les etapes de desenvolupament d'un organisme les parts funcionen per mantenir la integritat del conjunt. El paradigma de Clements va ser impugnada per Henry Allan Gleason. Segons Gleason, les comunitats ecològiques desenvolupen a partir de l'associació única i coincident dels organismes individuals. Aquest canvi de percepció posa el focus de nou en les històries de vida dels organismes individuals i com això es relaciona amb el desenvolupament d'associacions de la comunitat.
El concepte del superorganisme Clements no ha estat completament rebutjat, però va ser una sol·licitud excedit de l'holisme, que segueix sent un tema significatiu en els estudis ecològics contemporanis. L'holisme es va introduir per primera vegada el 1926 per una figura polaritzant històric, un sud-africà General Jan Smuts anomenat cristià. Smuts va ser inspirat per la teoria superorganisme Climent quan va desenvolupar i publicar en el concepte unificador d'holisme, és a dir, en clar contrast amb el seu punt de vista racial com el pare de l'apartheid. Per la mateixa època, Charles Elton pioner en el concepte de les cadenes alimentàries en el seu llibre clàssic "Animal Ecology". Elton va definir les relacions ecològiques utilitzant conceptes de les cadenes d'aliments, menjar-cicles, el menjar de mida, i descriure les relacions numèriques entre els diferents grups funcionals i la seva abundància relativa. termini d'Elton "aliments de cicle» es va substituir per "xarxa alimentària" en un text ecològic posterior. llibre d'Elton John va obrir conceptuals il·lustrant les relacions ecològiques complexes a través de senzills diagrames de la xarxa alimentària.
El nombre d'autors que publiquen sobre el tema de l'ecologia ha crescut considerablement des del començament del segle xx. L'explosió de la informació a disposició de l'investigador de l'ecologia moderna fa que sigui una tasca impossible per a un individu a tamisar a través de tota la història. Per tant, la identificació dels clàssics en la història de l'ecologia és una designació difícil de fer.
Ecologia ha
 desenvolupadors en moltes nacions, incloent-hi el rus Vladimir Vernadsky i la fundació del concepte de biosfera en la dècada de 1920, o Imanishi Japó Kinji i els seus conceptes d'harmonia en la naturalesa i la segregació d'hàbitat en la dècada de 1950. El reconeixement científic o d'importància de les contribucions a l'ecologia d'altres cultures es veu obstaculitzat per barreres d'idioma i traducció. La història de l'ecologia continua sent una àrea activa d'estudi, sovint publicats en el Diari de la Història de la Biologia.

## Relació amb altres disciplines

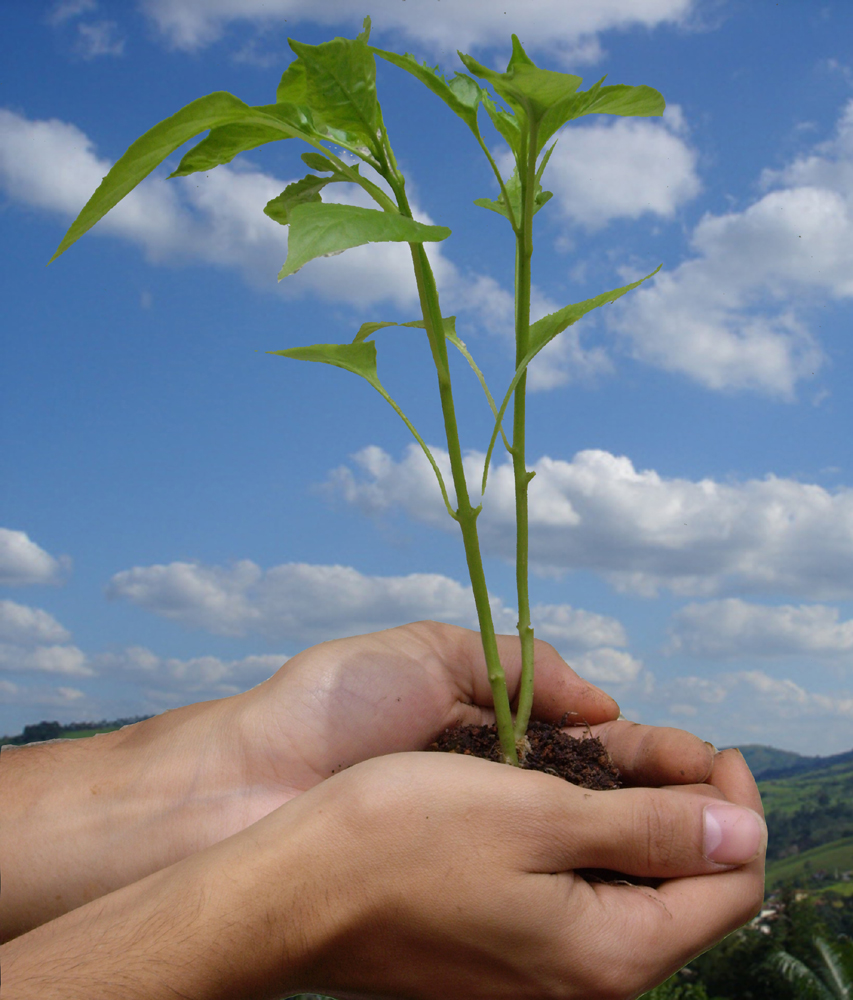
Es pot considerar que el manteniment de la biodiversitat i els seus objectius relacionats han proveït la base científica per expressar els objectius de l'ecologisme i, així mateix, li ha proveït la metodologia i terminologia per expressar els problemes ambientals.

L'ecologia interrelaciona amb moltes disciplines i temàtiques i d'aquesta relació sorgeixen múltiples subdisciplines. Per exemple, l'economia i l'ecologia comparteixen formalisme en moltes de les seves àrees; algunes eines utilitzades en aquesta disciplina, com taules de vida i teoria de jocs, van tenir el seu origen en l'economia. La disciplina que integra ambdues ciències és l'economia ecològica.
L'ecologia microbiana és la branca de l'ecologia que estudia els microorganismes en el seu ambient natural, els quals mantenen una activitat contínua imprescindible per a la vida a la Terra. En els últims anys s'han aconseguit molts avenços en aquesta disciplina amb les tècniques disponibles de biologia molecular. Els mecanismes que mantenen la diversitat microbiana de la biosfera són la base de la dinàmica dels ecosistemes terrestres, aquàtics i aeris. És a dir, la base de l'existència de les selves i dels sistemes agrícoles, entre d'altres. D'altra banda, la diversitat microbiana del sòl és la causa de la fertilitat d'aquest.
La biogeografia és la ciència que estudia la distribució dels éssers vius sobre la Terra, així com els processos que l'han originat, que la modifiquen i que la poden fer desaparèixer. És una ciència interdisciplinària, de manera que encara que formalment és una branca de la geografia, i rep una part dels seus fonaments d'especialitats com la climatologia i altres ciències de la Terra, és a la vegada una part de la biologia. La superfície de la Terra no és uniforme, ni en tota ella existeixen les mateixes característiques.
L'ecologia matemàtica es dedica a l'aplicació dels teoremes i mètodes matemàtics als problemes de la relació dels éssers vius amb el seu medi i és, en conseqüència, una branca de la biologia. Aquesta disciplina proveeix de la base formal per l'enunciació d'una gran part de l'ecologia teòrica.
L'ecologia urbana és una disciplina en la qual l'objecte d'estudi són les interrelacions entre els habitants d'una aglomeració urbana i les seves múltiples interaccions amb l'ambient. L'agronomia, la pesca i, en general, tota disciplina que tingui relació amb l'explotació o conservació de recursos naturals, especialment els éssers vius, tenen relació amb l'ecologia.
L'ecologia de l'oci és l'estudi científic de les relacions ecològiques entre l'ésser humà i la naturalesa dins d'un context recreatiu. Els estudis preliminars es van centrar principalment en els impactes dels visitants en àrees naturals. Mentre que els primers estudis sobre impactes humans daten de finals de la dècada del 1920, no va ser sinó fins a la dècada del 1970 que es va reunir una important quantitat de material documental sobre ecologia de l'oci, època en la qual alguns països van patir un excés de visitants en àrees naturals, el que va ocasionar desequilibris dins de processos ecològics en aquestes zones. Malgrat la seva importància per al turisme sostenible i pel control d'àrees protegides, la recerca en aquest camp ha estat escassa, dispersa i relativament desarticulada, especialment en països amb una gran biodiversitat.
L'ecologia del paisatge és una disciplina a cavall entre la geografia física centrada en les regions i la biologia. Estudia els paisatges naturals prestant especial atenció als grups humans com a agents transformadors de la dinàmica físicoecològica d'aquests. Ha rebut aportacions tant de la geografia física com de la biologia, ja que si bé la geografia aporta les visions estructurals del paisatge (l'estudi de l'estructura horitzontal o del mosaic de subecosistemes que conformen el paisatge), la biologia ens aportarà la visió funcional del paisatge (les relacions verticals de matèria i energia). Aquest concepte comença el 1898, amb el geògraf, pare de la pedologia russa, Vasily Vasilievich Dokuchaev i va ser més tard continuat pel geògraf alemany Carl Troll. És una disciplina molt relacionada amb altres àrees com la geoquímica, la geobotànica, les ciències forestals o la pedologia.
L'ecologia regional és una disciplina que estudia els processos ecosistèmics com el flux d'energia, el cicle de la matèria o la producció de gasos d'hivernacle a escala de paisatge regional o bioma. Considera que hi ha grans regions que funcionen com un únic ecosistema.

## Ecòlegs destacats
- Ramon Folch i Guillèn
- Ramon Margalef i López
- Serguei Vinogradski